# 守山市民体育館
守山市民体育館（もりやましみんたいいくかん）は、滋賀県守山市の守山市民運動公園内にある体育館である。2023年（令和5年）時点では指定管理者制度を導入しており、公益財団法人守山市文化体育振興事業団が管理運営を行っている。

## 歴史

### 年表
- 1977年（昭和52年）
  - 10月31日 - 体育館（現・大アリーナ）が竣工する[1][3]。
  - 11月19日 - 体育館（現・大アリーナ）を開設する[1]。
- 2007年（平成19年）10月 - 耐震改修を実施[3]。
- 2011年（平成23年）1月 - 多目的アリーナと弓道場が竣工する[4][5][6]。

### 備考
- Bリーグの滋賀レイクスターズはBリーグ 2016-17からBリーグ 2019-20まで、当体育館を準ホームアリーナとしていた。試合数の変遷は滋賀レイクスターズ#開催アリーナを参照。

## 施設
- 大アリーナ
  - 収容人数 - 3,000人（2階固定席 約1,000人）[3]
  - 利用可能数 - バレーボール3面、バスケットボール2面、バドミントン10面、卓球10面[3]
  - 主な設備 - 会議室（2室）、選手控室、放送室、救護室、器具庫、温水シャワー室[3]

- 多目的アリーナ
  - 利用可能数 - バスケットボール1面、バレーボール2面、バドミントン6面、卓球10面、剣道2面、柔道2面[5]
  - 主な設備 - 会議室（1室）、更衣室[5]

- 弓道場
  - 近的場、射程距離 - 28 m[6]
  - 射場 - 6人立[6]
  - 設備 - 審判席、控室、更衣室、倉庫[6]
  - 備品 - 巻わら、姿見、弓立、弓箱[6]

## アクセス
鉄道
- JR琵琶湖線（東海道本線）守山駅
  - 同駅より近江鉄道バス[7]、「市民ホール前」停留所下車[7]。
  - 同駅より徒歩約30分[7]。

自動車
- 名神高速道路栗東IC下車、国道8号宅屋交差点から約4.8 km[7]。  - （駐車場：守山市民ホール[注 1]との共用である。駐車場の案内は「守山市民ホール周辺駐車場」を参照[8]）